# Кирилово (Костромська область)
Кирилово (рос. Кириллово) — присілок в Мантуровському районі Костромської області Російської Федерації.
Населення становить 9 осіб. Входить до складу муніципального утворення Самиловське сільське поселення.

## Історія
Від 1944 року населений пункт належить до Костромської області.
Від 2007 року входить до складу муніципального утворення Самыловское сельское поселение.

## Населення
| 2008 | 2010 | 2014 |
| ---- | ---- | ---- |
| 9    | ↘7   | ↗9   |